# Shpija e Kosovës

Logo von Shpija

Shpija e Kosovës (kurz: Shpija, oft auch „Big Brother Kosova“) zu deutsch: „Kosovo’s Haus“, ist eine Big-Brother-ähnliche Reality Show die am 28. November 2009 erstmals auf dem kosovarischen Fernsehsender RTV 21 ausgestrahlt wurde. Die Rechte der Sendung hat sich die Firma K Studio gesichert. Außerdem fand vom 1. April bis zum 1. Mai eine VIP-Version von Shpija (VIP Shpija) statt. Die 2. Staffel von Shpija wird vom Fernsehsender KTV ausgetragen.

## 1. Staffel
Das eigentliche Ende der 1. Staffel wäre der 27. Februar 2010, doch da der Präsident des Kosovo diesen Tag aufgrund des Todes von sechs Kosovaren in Wien als schwarzen Tag ausrief, wurde das Finale auf den 28. Februar verschoben. Die Bewohner gaben jeweils eine Stimme und nominierten somit einen anderen Bewohner, dies mussten sie bei einer Versammlung machen an der alle Bewohner anwesend waren, nominiert wurden die 4, die am meisten Stimmen bekamen. Nach den Nominierungen riefen die Zuschauer jeweils für den Bewohner an, der im Haus bleiben sollte. Im Finale, am 28. Februar 2010 werden die Bewohner um 24.000 Euro spielen, die sie gewinnen können. Das Geld kam durch Sponsoren zusammen, für die im Haus Werbung platziert ist. Von Montag bis Sonntag wurde täglich um 17:30 Uhr eine Tageszusammenfassung mit den Höhepunkten des Vortages ausgestrahlt. Moderator der wöchentlichen Liveshow, die jeweils samstags um 20:15 Uhr begann, war Gent Efendita. Die Sendung wurde außerdem 24 Stunden live auf dem Fernsehsender 21 Popullore und Tring TV ausgetragen. Anders als Big Brother, war im Haus sehr viel Werbung zu sehen, etwa stand ein Bankomat im Haus.
| Name                                                 | Alter * | Einzug                             | Auszug                            | Bemerkungen |
| ---------------------------------------------------- | ------- | ---------------------------------- | --------------------------------- | --- |
| Arjeta                                               | 22      | 28. November 2009                  | 26. Dezember 2009                 | |
| Erlinda                                              | 19      | 28. November 2009                  | 28. Februar 2010                  | 4. Platzierte |
| Albulena                                             | 20      | 28. November 2009                  | 28. Februar 2010                  | 3. Platzierte |
| Saranda                                              | 18      | 28. November 2009                  | 9. Januar 2010                    | Aufgrund Gesundheitlicher Probleme hat Saranda das Haus freiwillig verlassen, Tring TV hat ihr eine Operation im Ausland geschenkt.                                                                                    |
| Suzana                                               | 18      | 28. November 2009                  | 19. Dezember 2009                 | |
| Zigrid                                               | 26      | 28. November 2009                  | 9. Januar 2010                    | |
| Muhamed                                              | 21      | 5. Dezember 2009 26. Dezember 2010 | 17. Dezember 2009 14. Januar 2010 | Wurde beim ersten Mal vom "Hausherren" rausgeworfen, da er zu viele Ausraster hatte, und dabei randalierte. Beim zweiten Mal wegen rassistischen Äußerungen gegenüber Fitore, die einen Sohn mit einem Nigerianer hat. |
| Arben                                                | 31      | 5. Dezember 2009                   | 20. Februar 2010                  | Ist im Halbfinale ausgeschieden |
| Musli                                                | 25      | 5. Dezember 2009                   | 16. Januar 2010                   | |
| Armend                                               | 21      | 5. Dezember 2009                   | 12. Dezember 2009                 | |
| Ekrem                                                | 27      | 5. Dezember 2009                   | 29. Dezember 2009                 | Aus Familiären Gründen freiwillig gegangen |
| Festim                                               | 22      | 5. Dezember 2009                   | 8. Dezember 2009                  | verließ das Haus aus gesundheitlicher Gründen freiwillig |
| Jehona                                               | 21      | 5. Dezember 2009                   | 2. Januar 2010                    | |
| Fadil                                                | 39      | 8. Dezember 2009                   | 28. Februar 2010                  | Sieger, Kam anstelle von Festim |
| Qendrim                                              | 27      | 19. Dezember 2009                  | 28. Februar 2010                  | 2. Platzierter, geboren in Gnjilane, lebt jedoch in Zürich |
| Fitore                                               | 26      | 9. Januar 2010                     | 13. Februar 2010                  | |
| Majlinda                                             | 22      | 9. Januar 2010                     | 23. Januar 2010                   | |
| Burhanmedin                                          | 37      | 16. Januar 2010                    | 30. Januar 2010                   | Geboren in Đakovica, lebt jedoch in Köln |
| Islam und Fadil Junior                               | 26      | 27. Januar 2010                    | 6. Februar 2010                   | Das Publikum hat dafür angerufen, dass zwei neue Bewohner ins Haus dürfen, jedoch gemeinsam um die 24'000 Euro kämpfen                                                                                                 |
| * Angabe zum Alter der Teilnehmer: zum Einzugstermin |         |                                    |                                   | |

## 1. Staffel VIP Shpija
Die 1. Staffel von VIP Shpija fand vom 1. April bis zum 1. Mai 2010 statt. Bei der Staffel kämpften die VIPs um 50000 Euro, welche einer armen Familie gespendet wurden. Teilnehmer waren das Komiker-trio Thuprat (besser bekannt als Stupcat), Sänger Agim Gerguri, Sänger Bertan Asllani, Sängerin und Moderatorin Big Mama, Sängerin Drenusha Latifi, Schauspieler Fatos Kryeziu, Sänger Kastro Zizo, Sängerin Rezarta Shkurta, Sängerin Rozana Radi sowie Model Afroviti Goge. Gewinner der Sendung wurden das Komiker-trio Thuprat und der Sänger Bertan Asllani.